# 弗內斯修道院
弗內斯修道院（Furness Abbey），又稱弗內斯的聖瑪麗（St. Mary of Furness），是位於英格蘭坎布里亞巴羅弗內斯的一座修道院遺址。弗內斯修道院曾是英格蘭第二富裕和最強大的熙篤會修道院，僅次於北約克郡的方廷斯隱修院。弗內斯修道院創建於1123年。

## 外部連結
- Information for teachers: English Heritage （页面存档备份，存于）
- Risk assessment information for teachers: English Heritage （页面存档备份，存于）

54°8′7″N 3°11′52″W / 54.13528°N 3.19778°W